# UBS mua lại Credit Suisse
Vào ngày 19 tháng 3 năm 2023, ngân hàng đầu tư UBS Group AG của Thụy Sĩ đã đồng ý mua Credit Suisse với giá 3 tỷ franc Thụy Sĩ (tương đương 3.2 tỷ đô la Mỹ) thông qua một thỏa thuận trao đổi cổ phiếu được trung gian bởi các giới chức chính phủ và Cơ quan Giám sát Thị trường Tài chính Thụy Sĩ. Trong thỏa thuận mua bán, Ngân hàng Trung ương Thụy Sĩ đã hỗ trợ với đề xuất cung cấp tối đa 100 tỷ frank Thụy Sĩ (104 tỷ USD) về thanh khoản thị trường cho UBS sau khi UBS mua lại các hoạt động của Credit Suisse. Đồng thời, Chính phủ Thụy Sĩ đã cam kết bảo đảm để đền bù cho UBS những tổn thất lên đến 9 tỷ frank Thụy Sĩ (9,6 tỷ USD) trong thời gian ngắn. Ngoài ra, 16 tỷ frank Thụy Sĩ (17,2 tỷ USD) các trái phiếu Additional Tier 1 đã bị giá trị ghi nhận về mức 0.
Credit Suisse là một ngân hàng quan trọng toàn cầu và đóng vai trò quan trọng trong hệ thống tài chính thế giới. Tuy nhiên, đơn vị đầu tư ngân hàng của họ là First Boston đã gặp phải nhiều scandal lớn gần đây. Trong bối cảnh khủng hoảng ngân hàng tại Hoa Kỳ vào tháng 3 năm 2023, các nhà đầu tư trên toàn cầu lo sợ và hoảng loạn về các ngân hàng khác có thể gặp vấn đề tương tự. Do các vấn đề liên quan đến quy định, cổ đông lớn nhất của Credit Suisse đã loại bỏ khả năng đầu tư thêm vào ngân hàng, dẫn đến sự sụt giảm mạnh của giá cổ phiếu của ngân hàng này. Thỏa thuận được đồng ý và công bố nhanh chóng trước khi các thị trường tài chính châu Á mở cửa vào sáng thứ hai nhằm tránh sự biến động mạnh trên thị trường tài chính toàn cầu. Ngay sau đó, các ngân hàng trung ương trên khắp thế giới đã công bố các biện pháp cung cấp USD nhằm giảm bớt nỗi hoảng loạn trên thị trường và tránh khủng hoảng ngân hàng lan rộng

## Bối cảnh

### Credit Suisse và khủng hoảng tài chính toàn cầu
Credit Suisse được thành lập vào tháng 7 năm 1856 và đã trải qua một quá trình phát triển đáng kể để trở thành một trong những ngân hàng có quy mô lớn nhất trên thế giới, cạnh tranh trực tiếp với các đối thủ thuộc nhóm "bulge bracket" như Goldman Sachs và Barclays. Trong thời kỳ khủng hoảng tài chính 2007-2008, Credit Suisse đã tìm cách duy trì tình trạng tài chính ổn định hơn so với các đối thủ cạnh tranh. Trong khi Ngân hàng Trung ương Thụy Sĩ đã can thiệp để cứu UBS sau khi không có nhà đầu tư tư nhân nào sẵn sàng hỗ trợ bằng cách mua 60 tỷ đô la tài sản độc hại và 5,3 tỷ đô la cổ phiếu từ UBS để cấp vốn, Credit Suisse đã tìm kiếm sự hỗ trợ từ các nhà đầu tư tư nhân với số tiền nhỏ hơn là 9 tỷ đô la để củng cố tình trạng tài chính của mình.
Sau cuộc khủng hoảng tài chính, nhiều ngân hàng trên thế giới đã tăng cường cảnh giác và giảm thiểu mức độ rủi ro trong hoạt động của mình. Tuy nhiên, Credit Suisse vẫn duy trì mức độ chấp nhận rủi ro cao và giữ nguyên nhánh ngân hàng đầu tư của mình - một nhánh đã mạo hiểm để cạnh tranh với các tổ chức tài chính lớn của Mỹ. Trong khi đó, nhiều ngân hàng lớn của Mỹ và đối tác của Thụy Sĩ UBS đã chọn theo đuổi các chiến lược thận trọng hơn và bán các tài sản rủi ro hơn trong nỗ lực giảm thiểu rủi ro cho các danh mục của riêng họ.

### Lỗ trong nhánh ngân hàng đầu tư
Trong khoảng thời gian từ năm 2008 đến 2023, nhánh ngân hàng đầu tư của Credit Suisse hoạt động kém hiệu quả, gây giảm lợi nhuận kinh doanh và gánh chịu tổn thất đáng kể. Ngân hàng đã phải đối mặt với hàng loạt vụ bê bối và quản lý sai sót, bao gồm các tổn thất trong hoạt động đầu tư liên quan đến sự sụp đổ của Archegos Capital và Greensill Capital vào năm 2021. Tin đồn trên mạng xã hội về sự sụp đổ của ngân hàng vào tháng 10/2022 đã góp phần làm rút vốn từ hoạt động quản lý tài sản của ngân hàng lên tới 111 tỷ franc Thụy Sĩ trong ba tháng cuối năm. Ngoài ra, kiểm soát nội bộ của ngân hàng về báo cáo tài chính cũng đã được nhà kiểm toán PwC lưu ý trong giai đoạn từ năm 2020 đến 2022.

### Sự cố về ngân hàng và tác động lan truyền tại Mỹ vào tháng 3 năm 2023

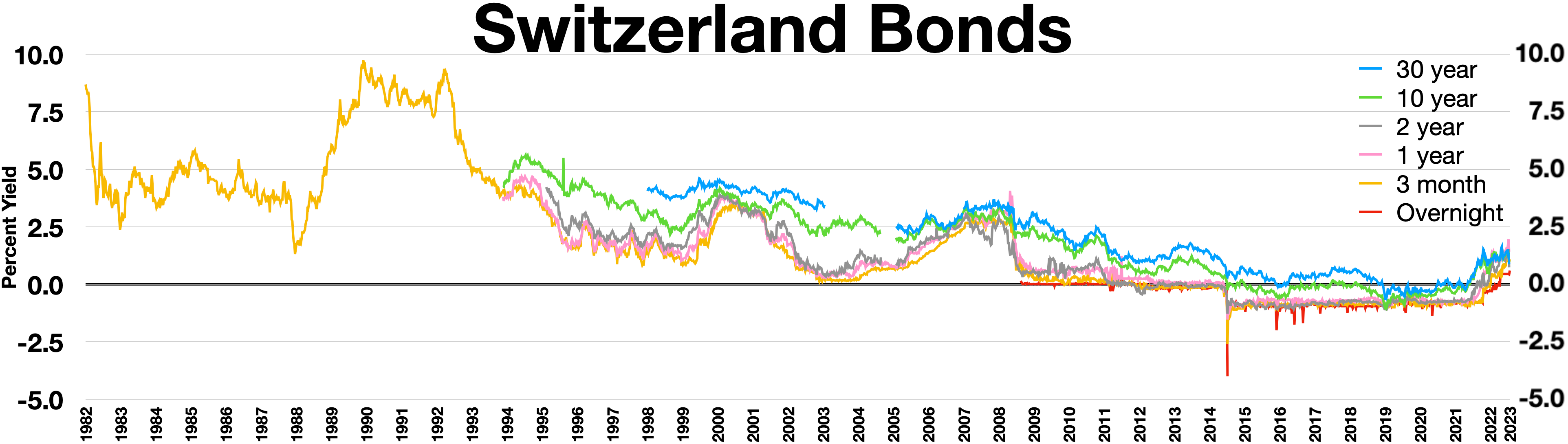
Trái phiếu Thụy Sĩ
Cung và cầu ngược vào năm 2023
30 năm
10 năm
2 năm
1 năm
3 tháng
trong ngày

Sau sự cố về ngân hàng tại Mỹ vào tháng 3 năm 2023, cổ phiếu của ngành ngân hàng toàn cầu giảm mạnh. Chỉ số S&P Banks giảm 22% trong hai tuần cho đến ngày 18 tháng 3. Sự cố về ngân hàng tại Mỹ đã gây ra lo ngại rộng rãi về áp lực từ việc tăng lãi suất bởi Cục Dự trữ Liên bang Mỹ và các ngân hàng trung ương khác.
Ngân hàng quốc gia Saudi Arabia (SNB) là cổ đông lớn nhất của Credit Suisse, nắm giữ gần 10% cổ phần. Vào ngày thứ Tư, 15 tháng 3, khi Bloomberg Television hỏi Chủ tịch SNB Ammar Al Khudairy liệu công ty của ông có đầu tư thêm vào Credit Suisse không, ông trả lời "Không, vì nhiều lý do, không chỉ lý do đơn giản nhất là về quy định và pháp lý", và ông còn thêm:
Nếu chúng tôi sở hữu hơn 10% cổ phần, tất cả các quy định mới sẽ được áp dụng bởi cơ quan điều tiết của chúng tôi hoặc cơ quan điều tiết Thụy Sĩ hoặc cơ quan điều tiết châu Âu. Chúng tôi không muốn tham gia vào một chế độ điều tiết mới. Tôi có thể liệt kê năm hoặc sáu lý do khác, nhưng một trong những lý do đó là vì có một giới hạn và chúng tôi không muốn vượt quá nó.

Mặc dù sau đó SNB cho biết muốn giữ lại dưới 10% sở hữu là lý do duy nhất của họ, nhưng các nhà đầu tư đã hoảng loạn, tương tự như những gì đã xảy ra trong cuộc khủng hoảng nợ châu Âu năm 2010-2011. Trong hai giờ sau câu trả lời của Al Khudairy, giá trái phiếu của Credit Suisse giảm tới 10 cent mỗi euro và cổ phiếu của công ty giảm tới 31% trong ngày đó. Các nhà lãnh đạo của Credit Suisse nhận thức được rằng họ không thể kiểm soát giá cổ phiếu, nhưng việc các trái phiếu trở thành các chứng khoán rủi ro đã cho thấy sự quan ngại lớn từ các nhà đầu tư và các bên liên quan của công ty.
Vào lúc 1 giờ chiều cùng ngày, công ty quyết định mua lại trái phiếu nhưng cần sự trợ giúp. Ngân hàng Trung ương Thụy Sĩ đã cung cấp một hình thức dự phòng dưới dạng dòng tín dụng khẩn cấp trị giá 50 tỷ franc Thụy Sĩ (55 tỷ đô la Mỹ). Tuy nhiên, số tiền rút ra từ các khoản tiền gửi có thể rút bất cứ lúc nào đã đạt hơn 10 tỷ franc Thụy Sĩ trong cùng tuần đó. Hợp đồng trao đổi rủi ro tín dụng một năm cho Credit Suisse đã tăng lên từ mức 799 điểm cơ bản, đã đáng lo ngại, lên đến 3701 điểm cơ bản, mức cao nhất cho các ngân hàng lớn kể từ khủng hoảng năm 2008. Thị trường đã đổ vỡ; một nhà đầu tư cho biết giá quá cao đến nỗi không thể đặt cược. Công việc tại Credit Suisse gần như ngừng lại, khi nhân viên tránh né các cuộc gọi điện thoại từ khách hàng và nhân viên của chính công ty để tránh trả lời câu hỏi về cuộc khủng hoảng.
Trong khi tuyên bố công khai rằng Credit Suisse là một công ty ổn định, mục đích của biện pháp trợ giúp là để Ngân hàng Quốc gia Thụy Sĩ và Cơ quan Giám sát Thị trường Tài chính Thụy Sĩ (FINMA) có thời gian tìm kiếm người mua, chứ không phải để công ty tự cứu mình. Họ đã yêu cầu UBS vào ngày thứ Tư lập kế hoạch mua lại là tùy chọn thay thế duy nhất cho việc quốc hữu hóa Credit Suisse, và các cuộc đàm phán đã bắt đầu vào ngày đó. Giá CDS một năm vẫn ở mức 3468 điểm cơ bản vào ngày thứ Năm, cho thấy các nhà đầu tư không hoàn toàn tin tưởng vào sự đảm bảo của ngân hàng trung ương. Các cơ quan quản lý từ Liên minh châu Âu, Hoa Kỳ, Vương quốc Anh và Thụy Sĩ dự kiến rằng Credit Suisse sẽ phá sản trong tuần bắt đầu từ ngày 19 tháng 3 nếu nó không được cứu trợ hoặc được mua lại bởi một ngân hàng khác. Công ty quản lý đầu tư của Mỹ, BlackRock, đã xem xét các lựa chọn để mua lại một số phần của Credit Suisse, nhưng đã từ bỏ nỗ lực của mình vào ngày 17 tháng 3.

## Đàm phán
Đàm phán về việc sáp nhập bắt đầu vào ngày 15 tháng 3. Các nhà chức trách Thụy Sĩ biết rằng một thỏa thuận phải được đạt trước ngày thứ Hai, 20 tháng 3, để giúp ngăn chặn sự hoảng loạn lan rộng trên toàn thế giới. Các vấn đề được thảo luận trong thời gian đàm phán ngắn gọn bao gồm UBS không muốn chi nhánh đầu tư không sinh lời của Credit Suisse, các vấn đề cạnh tranh từ việc kết hợp hai ngân hàng lớn nhất của Thụy Sĩ, quy mô của dự phòng chính phủ và liệu có nên bỏ qua phiếu cổ đông. Chủ tịch Ngân hàng Trung ương Thụy Sĩ, Thomas Jordan, đã dẫn đầu đàm phán, chủ yếu loại trừ sự tham gia của lãnh đạo Credit Suisse. Centerview Partners và JPMorgan đã tư vấn cho các nhóm quản lý của Credit Suisse và UBS; Piero Novelli, nhà đầu tư của UBS, và Morgan Stanley độc lập tư vấn cho các hội đồng điều hành tương ứng.
Vào sáng ngày 19 tháng 3, UBS đã đưa ra đề nghị mua lại Credit Suisse với giá 0,25 franc Thụy Sĩ (tương đương 0,27 đô la) mỗi cổ phiếu, ước tính giá trị của Credit Suisse khoảng 1 tỷ đô la. Tuy nhiên, Ngân hàng Trung ương Thụy Sĩ khuyến khích từ chối đề nghị này vì cho rằng giá quá thấp. Do đó, Hội đồng quản trị Credit Suisse đã từ chối đề nghị này. Credit Suisse đã liên hệ với Deutsche Bank và các nhà đầu tư khác, nhưng không có đủ thời gian để tìm một người mua khác. Buổi chiều cùng ngày, UBS đã đưa ra đề nghị khác với giá 0,50 franc Thụy Sĩ (tương đương 0,55 đô la) mỗi cổ phiếu, ước tính giá trị của Credit Suisse là hơn 2 tỷ đô la. Sau đó, trước khi các thị trường tài chính châu Á mở cửa vào sáng thứ Hai, Hội đồng quản trị Credit Suisse đã chấp nhận đề nghị cuối cùng để mua lại Credit Suisse với giá 3 tỷ franc Thụy Sĩ (tương đương với 3,2 tỷ đô la). Thỏa thuận mua lại này là một thỏa thuận trao đổi tất cả các cổ phiếu, trong đó các cổ đông của Credit Suisse sẽ nhận được 1 cổ phiếu UBS cho mỗi 22,48 cổ phiếu Credit Suisse. Giá trị của thỏa thuận này chỉ tương đương với 1% giá trị cao nhất mà Credit Suisse từng đạt được vào năm 2007.

## Mua lại
Thỏa thuận mua lại này được phối hợp bởi chính phủ Thụy Sĩ, do Bộ Tài chính Liên bang, Ngân hàng Trung ương Thụy Sĩ và FINMA dẫn đầu. Trong một cuộc họp khẩn cấp vào ngày 19 tháng 3 năm 2023, Hội đồng Liên bang Thụy Sĩ sử dụng quyền lực khẩn cấp để cho phép việc sáp nhập diễn ra mà không cần sự chấp thuận của cổ đông và cung cấp cho Credit Suisse sự trợ giúp thanh khoản bổ sung được đặc quyền hơn so với phá sản và được bảo đảm bởi một cam kết từ chính phủ. Ngoài ra, Hội đồng Liên bang đã cấp cho UBS một cam kết trị giá 9 tỷ franc Thụy Sĩ (9,6 tỷ đô la Mỹ) để đền bù cho các rủi ro liên quan đến giao dịch, sau khi được phê chuẩn bởi một ủy ban của quốc hội. Như một phần của thỏa thuận, 16 tỷ franc Thụy Sĩ (17,2 tỷ đô la Mỹ) các trái phiếu Additional Tier 1 (AT1) đã bị ghi nhận là không có giá trị trên sự cho phép của FINMA - đây là việc ghi nhận giá trị thấp nhất của nợ AT1 cho đến nay. Hành động này đã tạo ra tổn thất lớn hơn cho các nhà nắm giữ trái phiếu hơn là các cổ đông của Credit Suisse.
Chủ tịch Thụy Sĩ Alain Berset, Bộ trưởng Tài chính Karin Keller-Sutter và Chủ tịch Jordan đã công bố thỏa thuận mua lại trong một cuộc họp báo vào ngày 19 tháng 3 năm 2023, cùng với chủ tịch của UBS và CS. Chính phủ cho biết rằng sự phơi bày của họ với rủi ro là thấp và rằng họ coi thỏa thuận mua lại là cần thiết cho sự ổn định thị trường tài chính ở Thụy Sĩ và trên toàn cầu.
Chủ tịch UBS Colm Kelleher cho biết UBS không khởi xướng cuộc đàm phán, tuy nhiên ông thêm rằng công ty coi giao dịch này "có giá trị tài chính đáng kể cho cổ đông UBS". Ông cũng nói rằng thỏa thuận này là một "cứu trợ khẩn cấp".

### Phản ứng
Các cơ quan tài chính thị trường của Liên minh Châu Âu và Hoa Kỳ đã phát đi các tuyên bố ủng hộ việc thâu tóm này. Các chuyên gia phân tích đã mô tả việc thâu tóm này như một "đám cưới bắn súng" do chính phủ Thụy Sĩ sắp đặt.
Chú ý rằng Credit Suisse đã đối diện với các vấn đề trong vài năm qua. Người phụ trách biên tập của CNN Business, Allison Morrow, cho biết: "[Silicon Valley Bank và Credit Suisse] đang đối mặt với các vấn đề không liên quan xảy ra cùng lúc, gây lo ngại cho các nhà đầu tư về ngành ngân hàng".
Trong chính trị Thụy Sĩ, Đảng Tự do Thụy Sĩ trung-đường bên phải của Keller-Sutter đã đồng ý với sự can thiệp của chính phủ, nhưng vẫn cảm thấy tiếc nuối. Trong khi đó, Đảng Nhân dân Thụy Sĩ cánh hữu và Đảng Xã hội Dân chủ Thụy Sĩ cánh tả lại phản ứng với sự tức giận, chỉ trích việc thiếu minh bạch và đòi hỏi các cá nhân chịu trách nhiệm phải chịu trách nhiệm trước pháp luật.
Các nhà phân tích đã cảnh báo rằng thỏa thuận UBS-Credit Suisse có thể kéo dài thay vì kết thúc khủng hoảng ngân hàng, chủ yếu là do việc viết giảm trị giá trái phiếu AT1 trị giá 16 tỷ franc Thụy Sĩ. Giám đốc đầu tư của AJ Bell - Russ Mould nói: "Điều đó có nghĩa là cuộc khủng hoảng ngân hàng chúng ta đã chứng kiến trong vài tuần qua đã bắt đầu một chương mới thay vì kết thúc của nó." Theo Ngân hàng Anh, "quy trình phá sản của ngân hàng được quy định rõ ràng" trong đó các chủ sở hữu trái phiếu AT1 sẽ phải chịu tổn thất sau các nhà đầu tư cổ phiếu.

## Tác động
Sau khi thực hiện thỏa thuận hợp nhất, CEO của UBS Ralph Hamers và chủ tịch Colm Kelleher sẽ tiếp tục lãnh đạo thực thể mới. Theo Kelleher, thỏa thuận sẽ mất vài tuần để hoàn tất và UBS có kế hoạch giảm rủi ro trong các kinh doanh khó khăn của Credit Suisse. Ông cũng cho biết rằng cho đến khi thỏa thuận hoàn tất, Credit Suisse vẫn sẽ tiếp tục hoạt động bình thường và chưa có thông tin về tác động của thỏa thuận đối với nhân viên của Credit Suisse. Tuy nhiên, theo phần của thỏa thuận, UBS sẽ dần loại bỏ hoạt động của ngân hàng đầu tư của Credit Suisse.
Các cổ đông lớn nhất của Credit Suisse, bao gồm Ngân hàng Trung ương Thụy Sĩ (chiếm 9,9% cổ phần) và quỹ tài sản quốc gia Qatar Investment Authority (chiếm 6,8% cổ phần) cùng với Quản lý Đầu tư Ngân hàng Norges, dự kiến sẽ phải chịu tổn thất đáng kể từ thương vụ sáp nhập.
Các ngân hàng Thụy Sĩ khác đã sẵn sàng để thay thế Credit Suisse trở thành ngân hàng lớn thứ hai của đất nước. Giám đốc điều hành Ngân hàng Zurich Cantonal Urs Baumann cho biết công ty của ông "cung cấp tất cả các lĩnh vực kinh doanh của một ngân hàng đa dịch vụ và là một bổ sung hoàn hảo cho ngân hàng lớn mới nổi".
Thương vụ thâu tóm đã dẫn đến việc 17 tỷ đô la trái phiếu do Credit Suisse phát hành đã bị ghi nhận là vô giá trị. Điều này làm suy yếu khả năng tín dụng của ngân hàng mới được mua. Quyền sở hữu tài sản cũng đã bị suy giảm nghiêm trọng tại Thụy Sĩ vì thương vụ này đã bỏ qua bất kỳ sự phê chuẩn nào từ các cổ đông.
Theo BAK Economics, một viện nghiên cứu và tư vấn kinh tế Thụy Sĩ, từ 9.500 đến 12.000 việc làm ở Thụy Sĩ đang bị đe dọa, với mức mất việc ở Zurich ước tính từ 6.500 đến 8.000 người làm đầy đủ thời gian tương đương.
Dựa trên sự bảo đảm của nhà nước, nếu thực thể hợp nhất phá sản, mỗi người dân ở Thụy Sĩ sẽ chịu trách nhiệm tối đa lên đến 13.500 đô la Mỹ.